# Championnat de France féminin de football 1995-1996
Navigation
Édition précédente Édition suivante
Le National 1A 1995-1996  est la 22e édition du championnat de France féminin de football. Le premier niveau national du championnat féminin oppose douze clubs français en une série de vingt-deux rencontres jouées durant la saison de football. Les trois dernières places du championnat sont synonymes de relégation en Nationale 1B.
Lors de l'exercice précédent, le Caluire SCSC, le Saint-Memmie Olympique et l'US Mans, ont gagné le droit d'évoluer dans cette compétition à l'issue de la saison de National 1B.
À l'issue de la saison, le FCF Juvisy décroche le troisième titre de champion de France de son histoire en dominant le championnat. Dans le bas du classement, l'ASPTT Strasbourg, le FCF Hénin-Beaumont et le Poissy JSF, sont relégués après de nombreuses saisons au plus haut niveau.
| \| FC Lyon I FCF Juvisy Toulouse OAC ASJ Soyaux Saint-Brieuc SC VGA Saint-Maur Saint-Memmie Olympique Caluire SCSC US Mans I ASPTT Strasbourg0 FCF Hénin-Beaumont Poissy JSF \| Localisation des clubs engagés dans le championnat. |
| FC Lyon I FCF Juvisy Toulouse OAC ASJ Soyaux Saint-Brieuc SC VGA Saint-Maur Saint-Memmie Olympique Caluire SCSC US Mans I ASPTT Strasbourg0 FCF Hénin-Beaumont Poissy JSF                                                           |

## Participants
Ce tableau présente les douze équipes qualifiées pour disputer le championnat 1995-1996. On y trouve le nom des clubs, la date de création du club, l'année de la dernière montée au sein de l'élite, leur classement de la saison précédente, le nom des stades ainsi que la capacité de ces derniers.
Légende des couleurs
- Champion de National 1A la saison précédente.
- Promu de National 1B.

| Nom du club            | Date de création | Dernière montée | Classement 1994-1995 | Stade                      | Capacité | Victoires en championnat |
| ---------------------- | ---------------- | --------------- | -------------------- | -------------------------- | -------- | ------------------------ |
| FC Lyon                | 1970             | 1978            | 1                    | Plaine de Gerland          | 2 200    | 3                        |
| Toulouse OAC           | 1980             | 1994            | 2                    | Stade de la Ramée          | 3 000    | /                        |
| FCF Juvisy             | 1971             | 1986            | 3                    | Stade Georges Maquin       | 2 000    | 2                        |
| Saint-Brieuc SC        | 1973             | -               | 4                    | Stade Fred-Aubert          | 13 500   | 1                        |
| FCF Hénin-Beaumont     | 1972             | -               | 5                    | Stade Raymonde Delabre     | 500      | /                        |
| ASJ Soyaux             | 1968             | -               | 6                    | Stade Léo Lagrange         | 4 800    | 1                        |
| VGA Saint-Maur         | 1968             | -               | 7                    | Stade Adolphe-Chéron       | 3 500    | 6                        |
| ASPTT Strasbourg       | -                | 1984            | 8                    | -                          | -        | /                        |
| Poissy JSF             | -                | 1983            | 9                    | -                          | -        | /                        |
| Caluire SCSC           | -                | 1995            | N1B                  | -                          | -        | /                        |
| Saint-Memmie Olympique | -                | 1995            | N1B                  | Stade Déborah Jeannet      | -        | /                        |
| US Mans                | 1983             | 1995            | N1B                  | Stade Léon-Bollée (Annexe) | 4 000    | /                        |

## Compétition

### Classement
Le classement est calculé avec le barème de points suivant : une victoire vaut trois points, le match nul un et la défaite zéro.
Critères de départage en cas d'égalité au classement :
1. classement aux points des matchs joués entre les clubs ex æquo ;
2. différence entre les buts marqués et les buts concédés par chacun d’eux au cours des matchs qui les ont opposés ;
3. différence entre les buts marqués et les buts concédés sur la totalité des matchs joués dans le championnat ;
4. plus grand nombre de buts marqués sur la totalité des matchs joués dans le championnat ;
5. en cas de nouvelle égalité, une rencontre supplémentaire aura lieu sur terrain neutre avec, éventuellement, l’épreuve des tirs au but.

| Rang | Équipe                   | Pts | J  | G  | N | P  | Bp | Bc | Diff |
| ---- | ------------------------ | --- | -- | -- | - | -- | -- | -- | ---- |
| 1    | FCF Juvisy               | 54  | 22 | 17 | 3 | 2  | 67 | 11 | +56  |
| 2    | ASJ Soyaux               | 47  | 22 | 15 | 2 | 5  | 51 | 27 | +24  |
| 3    | Toulouse OAC             | 42  | 22 | 12 | 6 | 4  | 52 | 24 | +28  |
| 4    | Saint-Brieuc SC          | 41  | 22 | 11 | 8 | 3  | 53 | 24 | +29  |
| 5    | FC Lyon T                | 36  | 22 | 10 | 6 | 6  | 43 | 19 | +24  |
| 6    | Caluire SCSC P           | 25  | 22 | 7  | 4 | 11 | 34 | 53 | -19  |
| 7    | VGA Saint-Maur           | 24  | 22 | 5  | 9 | 8  | 28 | 32 | -4   |
| 8    | Saint-Memmie Olympique P | 24  | 22 | 6  | 6 | 10 | 33 | 56 | -23  |
| 9    | US Mans P                | 23  | 22 | 6  | 5 | 11 | 38 | 53 | -15  |
| 10   | ASPTT Strasbourg         | 20  | 22 | 4  | 8 | 10 | 28 | 39 | -11  |
| 11   | FCF Hénin-Beaumont       | 17  | 22 | 5  | 2 | 15 | 29 | 54 | -25  |
| 12   | Poissy JSF               | 4   | 22 | 3  | 3 | 16 | 18 | 82 | -64  |

|  | Relégué en National 1B. |
|  | T Tenant du titre. P Promu de National 1B. Pts points ; G victoires ; N match nuls ; P défaites Bp buts marqués ; Bc buts encaissés ; Diff différence de buts |

Nota :
1. ↑  Le Poissy JSF se voit retirer 8 points pour ne pas avoir d'équipe de moins de 16 ans, d'équipe de moins de 13 ans et d'entraineur de jeunes.

### Résultats
Source : Erik Garin et Hervé Morard, « France - List of Women Final Tables », sur rsssf.com
| Résultats (▼dom., ►ext.)                                   | Cal | Hén | Juv | Man | Lyo | Poi | Soy | S-B  | S-M | S-M | Str | Tou |
| Caluire SCSC                                               |     | 3-1 | 1-4 | 2-2 | 0-2 | 3-1 | 0-2 | 0-2  | 1-1 | 2-5 | 2-0 | 1-3 |
| FCF Hénin-Beaumont                                         | 2-3 |     | 1-2 | 0-3 | 2-1 | 7-0 | 2-3 | 1-5  | 1-1 | 3-0 | 1-2 | 1-0 |
| FCF Juvisy                                                 | 4-0 | 5-1 |     | 2-0 | 1-1 | 7-0 | 5-0 | 0-1  | 3-1 | 2-0 | 5-0 | 0-2 |
| US Mans                                                    | 5-1 | 5-2 | 0-6 |     | 1-2 | 3-1 | 0-2 | 1-4  | 0-0 | 3-3 | 2-1 | 3-0 |
| FC Lyon                                                    | 3-0 | 4-0 | 1-3 | 2-0 |     | 4-1 | 2-0 | 7-1  | 4-0 | 0-1 | 0-0 | 1-1 |
| Poissy JSF                                                 | 0-1 | 2-1 | 0-6 | 4-2 | 0-6 |     | 0-1 | 0-10 | 0-3 | 0-0 | 2-2 | 0-6 |
| ASJ Soyaux                                                 | 4-1 | 2-0 | 0-0 | 6-1 | 2-0 | 6-2 |     | 0-1  | 3-1 | 8-2 | 2-1 | 1-0 |
| Saint-Brieuc SC                                            | 2-2 | 3-0 | 1-1 | 4-1 | 1-1 | 1-1 | 3-2 |      | 1-1 | 7-0 | 1-1 | 0-1 |
| VGA Saint-Maur                                             | 2-2 | 0-1 | 0-1 | 4-1 | 0-0 | 0-3 | 1-4 | 1-1  |     | 3-1 | 1-1 | 1-1 |
| Saint-Memmie Olympique                                     | 1-5 | 2-0 | 0-4 | 2-2 | 0-0 | 5-1 | 0-2 | 0-2  | 1-4 |     | 3-2 | 2-2 |
| ASPTT Strasbourg                                           | 1-3 | 1-1 | 1-3 | 3-1 | 3-2 | 4-0 | 0-0 | 1-1  | 0-2 | 2-3 |     | 0-2 |
| Toulouse OAC                                               | 6-1 | 7-1 | 0-3 | 2-2 | 2-0 | 4-0 | 5-1 | 1-1  | 2-1 | 2-2 | 2-2 |     |
| - Victoire à domicile - Match nul - Victoire à l'extérieur |     |     |     |     |     |     |     |      |     |     |     |     |

## Bilan de la saison
| Championnat de France féminin de football 1995-1996 |                        |
| Champion                                            | FCF Juvisy (3e titre)  |
| Dauphin                                             | ASJ Soyaux             |
| Promotions et relégations                           |                        |
| Promus en National 1A                               | USO Bruay-la-Buissière |
| Promus en National 1A                               | ESOFV La Roche-sur-Yon |
| Promus en National 1A                               | Celtic de Beaumont     |
| Relégués en National 1B                             | ASPTT Strasbourg       |
| Relégués en National 1B                             | FCF Hénin-Beaumont     |
| Relégués en National 1B                             | Poissy JSF             |